# Robert Nihon
Robert Alexis „Bob” Nihon (ur. 4 lipca 1950 w Montrealu, zm. 10 sierpnia 2007 w Dorval) – bahamski zapaśnik walczący w stylu wolnym. Olimpijczyk z Meksyku 1968, gdzie zajął dwudzieste miejsce w kategorii do 87 kg.
Brat zapaśnika Alexisa Nihona, olimpijczyka z tych samych igrzysk.

## Letnie Igrzyska Olimpijskie 1968
| Konkurencja      | Rundy eliminacyjne       | Rundy eliminacyjne    | Klas. końcowa |
| Konkurencja      | Przeciwnik I             | Przeciwnik II         | Miejsce       |
| ---------------- | ------------------------ | --------------------- | ------------- |
| 87 kg styl wolny | Boris Guriewicz (ZSRR) P | Ron Grinstead (GBR) P | 20.           |